# Арпад Штербик
Арпад Штербик (мађ. Sterbik Árpád, шп. Arpad Sterbik; Сента, 20. новембар 1979) је бивши шпански (од 2008) рукометаш мађарског порекла. Рукометну каријеру је почео у родној Ади, где му живе родитељи, у РК Потисје Ада. Његова рођена сестра Андреа је била успешна рукометашица у Републици Мађарској. У својој каријери бранио је и боје репрезентације СР Југославије. Игра на позицији голмана. Играо је и за РК Југовић из Каћа, мађарски РК Веспрем и шпанске тимове Сијудад Реал, Атлетико Мадрид и Барселону. Са репрезентацијом Југославије освојио је 2 бронзане медаље на светским првенствима 1999. и 2001. године. Поседује шпанско држављанство од 2008. године.
Арпад Штербик је изабран за најбољег играча на свету 2005. године од стране Међународне рукометне федерације.

## Трофеји
- Бронза са светског првенства у рукомету: 1999, 2001,2011.
- Освајач ЕХФ Челенџ Купа: 2001.
- Првак Мађарске: 2002, 2003, 2004.
- Освајач купа Мађарске: 2003, 2004.
- Финалиста шпанског купа краља: 2006.
- Првак Шпаније: 2005, 2006, 2007.
- Освајач шпанског суперкупа: 2005.
- Освајач рукометне лиге шампиона: 2006.
- Финалиста рукометне лиге шампиона: 2002, 2005.
- Освајач европског суперкупа: 2006, 2007.